# Liste bekannter Dialektologen
In der Liste bekannter Dialektologen werden Personen gesammelt, die entweder für das Fach Dialektologie habilitiert wurden, sich als Forscher in dieser Disziplin einen Namen machten oder anderweitig zur Erforschung von Dialekten Wichtiges beigetragen haben. 

## A
- Ivar Aasen
- Peter Auer

## B
- Albert Bachmann
- Oskar Bandle
- Heinrich Baumgartner
- Werner Besch
- Anton Birlinger
- Karl Bohnenberger
- Renward Brandstetter
- Edith Braun

## C
- Helen Christen

## D
- Peter Dalcher
- Eugen Dieth

## F
- Hermann Fischer
- Ludwig Fischer
- Jürg Fleischer
- Theodor Frings

## G
- Eugen Gabriel
- Louis Gauchat
- Elvira Glaser
- Hans Goebl
- William Grant
- Otto Gröger
- Jürgen Gundlach

## H
- Walter Haas
- Walter Henzen
- Renate Herrmann-Winter
- Werner Hodler
- Maria Hornung
- Rudolf Hotzenköcherle
- Jakob Hunziker

## K
- Ulrich Knoop
- Werner König
- Eberhard Kranzmayer
- Konrad Kunze

## L
- Primus Lessiak

## M
- Walther Mitzka
- William G. Moulton
- Horst Haider Munske
- David D. Murison

## P
- Anton Pfalz
- Marthe Philipp

## R
- Manfred Renn
- Hermann Reuter
- Anthony Rowley
- Arno Ruoff

## S
- Carlo Salvioni
- Josef Schatz
- Wiktor Schirmunski
- Robert Schläpfer
- Johann Andreas Schmeller
- Jürgen Erich Schmidt
- Guido Seiler
- Gustav Adolf Seiler
- Karl Spangenberg
- Rudolf Suter
- Franz Joseph Stalder
- Friedrich Staub
- Dieter Stellmacher
- Elemér Schwartz
- Manfred Szadrowsky

## T
- Hermann Teuchert
- Ludwig Tobler
- Titus Tobler
- Rudolf Trüb

## W
- Eberhard Wagner
- Hans Wanner
- Albert Weber
- Georg Wenker
- Peter Wiesinger
- Heike Wiese
- Jost Winteler
- Ferdinand Wrede
- Joseph Wright

## Z
- Ludwig Zehetner
- Paul Zinsli
- Peter Zürrer

## Kollektive
Die Redaktorinnen und Redaktoren, die an den großlandschaftlichen Dialektwörterbüchern arbeiteten und arbeiten.